# Rempelam Pinang
Rempelam Pinang is een bestuurslaag in het regentschap Gayo Lues van de provincie Atjeh, Indonesië. Rempelam Pinang telt 439 inwoners (volkstelling 2010).